# Jan Utzon
Jan Utzon (født 27. september 1944 i Stockholm) er en dansk arkitekt. Han er søn af Jørn Utzon og bror til Kim og Lin Utzon.
Han har medvirket i mange vigtige projekter, såsom:
- Skagen Odde Naturcenter
- Paustians Hus (Betonelementprisen 1987; med Jørn, Kim og Lin Utzon)
- Musikhuset Esbjerg (Esbjerg Performing Arts Centre), Esbjerg [3]
- Parlamentsbygningen i Kuwait City 1972, (færdigbygget 1982) i samarbejde med Jørn Utzon.[kilde mangler]